# ユーロンスタッド
ユーロンスタッド（Yulong Stud）は、オーストラリアビクトリア州マンガロールにある競走馬の生産及び種牡馬を繋養している牧場である。

## 概要
2018年に開設。中国人の張月勝がオーナーを務め、世界中から良血の繁殖牝馬を積極的に購買している。

## 主な繋養種牡馬
- Alabama Express (2020/21年-)
- Diatonic(2023/24年-)
- Grunt (2019/20年-)
- Lucky Vega (2021/22年-)
- Panthalassa (2024/25年)
- Pierata (2023/24年-)
- Tagaloa (2021/22年-)
- Written Tycoon(2021/22年-)

## 過去の繋養種牡馬
- Yulong Prince (2021/22年)